# خاص‌گویه
یک خاص‌گویه (انگلیسی: idioglossia) یک زبان خاص است که تنها توسط یک یا دو نفر اختراع و صحبت می‌شود. خاص‌گویه اغلب به زبان خصوصیِ محاورهٔ خردسالان و به‌ویژه کودکان اشاره دارد.
کودکانی که از بدوِ تولد در معرضِ چندین زبان قرار می‌گیرند هم تمایل به ایجاد خاص‌گویه دارند اما این زبان‌ها معمولاً کمی بعدتر ناپدید می‌شوند و جای خود را به استفاده از یک یا چند زبانِ معرفی‌شده می‌دهند.